# Changzhou Modern Media Center
Le Changzhou Modern Media Center est un gratte-ciel construit en 2013 à Changzhou en Chine. Si l'on prend en compte l'antenne, il s'élève à 333 mètres mais le dernier des 58 étages n'est situé qu'à 225 mètres du sol. Il abrite les bureaux de la télévision et de la radio de la ville, des résidences, ainsi qu'un hôtel de 298 chambres.